# Trolejbusy w Suczawie
Trolejbusy w Suczawie − zlikwidowany system komunikacji trolejbusowej w rumuńskim mieście Suczawa.

## Historia
Trolejbusy w Suczawie uruchomiono 15 sierpnia 1987. Sieć trolejbusowa pierwotnie składała się z 4 linii: 2, 4, 5 i 28. W 2005 w mieście były trzy linie trolejbusowe, a pod koniec 2005 tylko dwie. Ostatnią linię trolejbusową nr 2 zlikwidowano 3 kwietnia 2006. Sieć liczyła 11 km długości. Powodem likwidacji sieci był zły stan techniczny sieci trakcyjnej i trolejbusów.

## Tabor
Do obsługi sieci w 2005 posiadano 10 trolejbusów typu ROCAR E212 i ROCAR E217.